# Провен (округ)
Округ Провен (фр. Arrondissement de Provins) — округ у Франції, в департаменті Сена і Марна. 2023 року округ об'єднував 174 муніципалітети, населення становило 185 789 осіб.
Адміністративний центр (супрефектура) — Провен.

## Кантони
Кантонами округу Провен є:
- Bray-sur-Seine — (11 532 мешканців)
- Donnemarie-Dontilly — (9 708 мешканців)
- La Ferté-Gaucher — (13 850 мешканців)
- Montereau-Fault-Yonne — (33 646 мешканців)
- Nangis — (14 777 мешканців)
- Provins — (20 996 мешканців)
- Rebais — (12 262 мешканців)
- Rozay-en-Brie — (22 693 мешканців)
- Villiers-Saint-Georges — (7 511 мешканців)

## Муніципалітети
Список муніципалітетів округу та їхні коди INSEE:
1. Бабі (77015)
2. Базош-ле-Бре (77025)
3. Баллуа (77019)
4. Банно-Вільганьон (77020)
5. Барбе (77021)
6. Безаль (77033)
7. Белло (77030)
8. Берне-Вільбер (77031)
9. Бетон-Базош (77032)
10. Бленн (77035)
11. Бошері-Сен-Мартен (77026)
12. Бре-сюр-Сен (77051)
13. Брео (77052)
14. Буадон (77036)
15. Буатрон (77043)
16. Ванвільє (77481)
17. Варенн-сюр-Сен (77482)
18. Вемпель (77524)
19. Вердело (77492)
20. Верней-л'Етан (77493)
21. В'є-Шампань (77496)
22. Віллюї (77523)
23. Вільє-Сен-Жорж (77519)
24. Вільє-сюр-Сен (77522)
25. Вільнев-ле-Борд (77509)
26. Вільнев-сюр-Белло (77512)
27. Вільнокс-ла-Петіт (77507)
28. Водуа-ан-Брі (77486)
29. Вуенль (77527)
30. Вукс (77531)
31. Вультон (77530)
32. Вюлен-ле-Провен (77532)
33. Гастен (77201)
34. Гравон (77212)
35. Гранпюї-Баї-Карруа (77211)
36. Гризі-сюр-Сен (77218)
37. Гуе (77208)
38. Гюрсі-ле-Шатель (77223)
39. Діан (77158)
40. Доннмарі-Донтії (77159)
41. Ду (77162)
42. Еверлі (77174)
43. Егліньї (77167)
44. Еман (77172)
45. Ерме (77227)
46. Жольн (77236)
47. Жуї-ле-Шатель (77239)
48. Жуї-сюр-Морен (77240)
49. Жутіньї (77242)
50. Канн-Еклюз (77061)
51. К'єр (77381)
52. Клос-Фонтен (77119)
53. Кревкер-ан-Брі (77144)
54. Курпале (77135)
55. Курсель-ан-Бассе (77133)
56. Куртакон (77137)
57. Куртоме (77138)
58. Куршам (77134)
59. Кутансон (77140)
60. Ла-Бросс-Монсо (77054)
61. Ла-Гранд-Паруасс (77210)
62. Ла-Круа-ан-Брі (77147)
63. Ла-Томб (77467)
64. Ла-Третуар (77472)
65. Ла-Уссе-ан-Брі (77229)
66. Ла-Ферте-Гоше (77182)
67. Ла-Шапель-Готьє (77086)
68. Ла-Шапель-Іже (77087)
69. Ла-Шапель-Мутій (77093)
70. Ла-Шапель-Рабле (77089)
71. Ла-Шапель-Сен-Сюльпіс (77090)
72. Лаваль-ан-Брі (77245)
73. Ле-Маре (77275)
74. Ле-Плессі-Фе-Оссу (77365)
75. Ле-Шапель-Бурбон (77091)
76. Ледон-ан-Брі (77250)
77. Лез-Орм-сюр-Вульзі (77347)
78. Лесшероль (77247)
79. Лешель (77246)
80. Ліверді-ан-Брі (77254)
81. Лізін (77256)
82. Лонгвіль (77260)
83. Луан-Вільгрюї-Фонтен (77262)
84. Люїзетен (77263)
85. Люміньї-Нель-Ормо (77264)
86. Марль-ан-Брі (77277)
87. Мароль-сюр-Сен (77279)
88. Мезон-Руж (77272)
89. Мейре (77287)
90. Мельз-сюр-Сен (77289)
91. Меньє (77286)
92. Мізі-сюр-Іонн (77293)
93. Мон-ан-Монтуа (77298)
94. Мондофен (77303)
95. Монмашу (77313)
96. Монсо-ле-Провен (77301)
97. Монтеній (77304)
98. Монтеро-Фо-Іонн (77305)
99. Монтіньї-ле-Гедьє (77310)
100. Монтіньї-Ланку (77311)
101. Монтоліве (77314)
102. Морман (77317)
103. Морсер (77318)
104. Мортері (77319)
105. Муї-сюр-Сен (77325)
106. Муссо-ле-Бре (77321)
107. Нанжі (77327)
108. Нефмутьє-ан-Брі (77336)
109. Нуазі-Рюдіньон (77338)
110. Нуаян-сюр-Сен (77341)
111. Обеп'єрр-Озуе-ле-Репо (77010)
112. Оже-ан-Брі (77012)
113. Ондвільє (77228)
114. Орлі-сюр-Морен (77345)
115. Паруа (77355)
116. Пассі-сюр-Сен (77356)
117. Песі (77357)
118. Прель-ан-Брі (77377)
119. Провен (77379)
120. Пуаньї (77368)
121. Рампійон (77383)
122. Ребе (77385)
123. Розе-ан-Брі (77393)
124. Руї (77391)
125. Рюпере (77396)
126. Саблоньєр (77398)
127. Савен (77446)
128. Сален (77439)
129. Сансі-ле-Провен (77444)
130. Сен-Бартелемі (77402)
131. Сен-Брис (77403)
132. Сен-Дені-ле-Ребе (77406)
133. Сен-Жермен-Лаваль (77409)
134. Сен-Жермен-су-Ду (77411)
135. Сен-Жуст-ан-Брі (77416)
136. Сен-Леже (77417)
137. Сен-Лу-де-Но (77418)
138. Сен-Марс-В'є-Мезон (77421)
139. Сен-Мартен-де-Шам (77423)
140. Сен-Мартен-дю-Боше (77424)
141. Сен-Ремі-ла-Ванн (77432)
142. Сен-Сімеон (77436)
143. Сен-Сір-сюр-Морен (77405)
144. Сен-Совер-ле-Бре (77434)
145. Сент-Ільє (77414)
146. Сент-Коломб (77404)
147. Сент-Уан-ан-Брі (77428)
148. Сент-Уан-сюр-Морен (77429)
149. Серне (77066)
150. Сессуа-ан-Монтуа (77068)
151. Сіжі (77452)
152. Соньоль-ан-Монтуа (77454)
153. Суазі-Буї (77456)
154. Сурден (77459)
155. Тенізі (77461)
156. Турі-Феротт (77465)
157. Фав'єр (77177)
158. Фонтенай (77191)
159. Фонтен (77190)
160. Фонтен-Фурш (77187)
161. Фонтене-Трезіньї (77192)
162. Форж (77194)
163. Фретуа (77197)
164. Шалотр-ла-Гранд (77072)
165. Шалотр-ла-Петіт (77073)
166. Шальмезон (77076)
167. Шамсене (77080)
168. Шартронж (77097)
169. Шатене-сюр-Сен (77101)
170. Шатобло (77098)
171. Шатр (77104)
172. Шеврі-ан-Серен (77115)
173. Шенуаз-Кюшармуа (77109)
174. Шуазі-ан-Брі (77116)